# Breasta
Breasta es una comuna ubicada en el distrito de Dolj, Rumania.

## Superficie
Posee una superficie de 45,20 kilómetros cuadrados.

## Demografía
Hasta 2021 la población era de 4201 habitantes, con una densidad de población de 92,94 habitantes por kilómetro cuadrado.